# Roberto Marrero
Roberto Marrero est un homme politique vénézuélien.

## Biographie
Élu député lors des élections législatives vénézuéliennes de 2015, il est arrêté le 24 mars 2019. Il est libéré le 30 août 2020.